# La fille au bracelet
La fille au bracelet (internationaler Titel: The Girl with a Bracelet) ist ein französisch-belgisches Justizdrama von Stéphane Demoustier aus dem Jahr 2019.

## Handlung
Die 16-jährige Lise Bataille hält sich mit ihren Eltern Bruno und Céline und ihrem kleinen Bruder Jules am Strand auf, als sie von der Polizei festgenommen wird. Zwei Jahre später findet der Prozess vor einem Geschworenengericht gegen sie statt. Lise wird beschuldigt, ihre beste Freundin Flora erstochen zu haben. Nach der Verhaftung war sie zunächst ein halbes Jahr in Untersuchungshaft, bevor sie unter Hausarrest gestellt wurde. Sie muss seitdem eine elektronische Fußfessel (frz.: bracelet électronique) tragen. Zum Prozess wird Lise von Bruno begleitet; Céline bleibt dem Prozess fern, da sie arbeiten muss.
Lises Aussage folgt nach der Aussage von Floras Mutter, die beschrieb, wie sie ihre Tochter tot auffand. Lise berichtet von der Party bei Flora, wie sie bei Flora nach der Party ungeplant übernachtete und am nächsten Tag am späten Vormittag das Haus verließ, ihren Bruder von der Schule abholte, mit ihm im Park war und anschließend die Eltern am Strand traf, wo sie verhaftet wurde. Der Tod Floras trat nach gerichtsmedizinischen Untersuchungen zwischen 12 Uhr mittags und 13 Uhr ein, Lise jedoch hatte das Haus da schon verlassen. Als die Generalstaatsanwältin Lise zum zeitlichen Ablauf befragt und ihre Aussage infrage stellt, schweigt Lise, wie sie es auch bei Vorbefragungen schon oft getan hat. Auch auf die Frage, was sie beim Anblick von Fotos der toten Flora gefühlt habe, die im Saal gezeigt werden, bleibt Lise stumm. Lise und ihr Vater fahren zurück nach Hause. Am Abend ist Lise verschwunden und erst eine große Suchaktion führt dazu, dass sie an Floras Haus an der provisorischen Gedenkstätte gefunden wird. Bruno ist wütend, doch gibt sich Lise uneinsichtig und wehrt jede Einmischung der Eltern störrisch ab.
Am nächsten Tag folgt die Aussage des Vaters und es geht um einen Streit von Lise und Flora einen Monat vor der Tat. Flora hatte ein Video im Netz veröffentlicht, das Lise beim Oralsex mit ihrem Bekannten Nathan zeigt. Beide sind dabei bekleidet und es stellt sich heraus, dass der Oralsex Resultat einer Wette zwischen Lise und Nathan war, wobei die Idee von Lise stammte. Sie wusste auch, dass sie von Flora gefilmt wurde, jedoch nicht, dass das Video online gestellt wird. Laut Lises bester Freundin Noémie hatten sich Flora und Lise nach kurzer Zeit wieder versöhnt; laut Nathan, der kurz nach dem Video mit Flora zusammenkam, hatte Flora Angst vor Lise, die ihr nie vergeben hatte. Videos, die bei Floras Party am Abend vor der Tat entstanden, zeigen keine Feindseligkeiten.
Bruno ist vom Verhalten der Tochter, ihren vielen Liebschaften und dem scheinbar wahllosen Einsatz von Sex ohne wirkliche Gefühle irritiert und stellt infrage, ob er wirklich bei der Verhandlung vor Ort sein will. Céline entschließt sich daraufhin, ihn zu Gericht zu begleiten. Sie tritt zudem in den Zeugenstand und verteidigt ihre Tochter. An dem Tag werden forensische Beweise präsentiert, so wurde Lises DNA an Flora und auch unter Floras Fingernägeln gefunden. Die Verteidigung führt aus, dass Lise und Flora in der Nacht nach der Party Sex hatten, was durch die DNA-Funde bestätigt wird. Das Tatwerkzeug fehlt, muss jedoch ein Messer gewesen sein. Das Messer gehört der Anklage nach zu einem Messerblock, der sich im Haus der Batailles befand, wobei das Tatwerkzeug fehlt. Der Täter muss – wie Lise – ein Linkshänder gewesen sein.
Beim Ausräumen ihres Strandhauses, das Bruno und Céline verkaufen wollen, finden sie das fehlende Messer des Messerblocks. Es stellt sich heraus, dass Jules das Messer vor Jahren versteckt hatte. Es ist nicht die Tatwaffe, sodass Lise entlastet wird. Sie zeigt sich beim Prozess ungerührt, da sie das Gefühl hat, dass dies für ihren Fall unerheblich ist. Die Schlussplädoyers werden gehalten, wobei die Anklage 15 Jahre Gefängnis fordert, während die Verteidigung auf Freispruch plädiert. Lise entschuldigt sich zum Schluss bei Floras Mutter, dass sie sich nach dem Tod Floras nie gemeldet habe. Wenn sie die Zeit zurückdrehen könnte, würde sie an dem Morgen bei Flora bleiben. Sie bricht in Tränen aus – es ist das einzige Mal, dass sie Emotionen zeigt. Wenig später fällt die Entscheidung des Gerichts und Lise wird freigesprochen. Die Fußfessel wird entfernt und Lise bindet die Kette an den Knöchel, die sie bisher um den Hals getragen hat. Langsam verlässt sie das Gerichtsgebäude.

## Produktion
La fille au bracelet war nach Terre battue (2014) und Allons enfants (2018) der dritte Langfilm, bei dem Stéphane Demoustier Regie führte. Es war das erste Mal, dass er dabei mit seiner Schwester Anaïs Demoustier zusammenarbeitete, die im Film die Rolle der Generalstaatsanwältin übernahm. La fille au bracelet ist das Filmdebüt von Mélissa Guers. Sie bewarb sich über einen Castingaufruf, den Stéphane Demoustier auf Facebook veröffentlicht hatte. Pascal Garbarini, der im Film die Rolle des Vorsitzenden des Tribunals übernahm, ist auch im wahren Leben als Rechtsanwalt tätig.
La fille au bracelet beruht auf wahren Begebenheiten, die sich an Argentinien zugetragen haben. Stéphane Demoustier interessierte sich für den Fall, erfuhr jedoch von Jean Des Forêts, dass dieser bereits verfilmt wird. Demoustier durfte das fertige Skript des argentinisch-mexikanischen Justizdramas Verurteilt – Jeder hat etwas zu verbergen einsehen, der schließlich 2018 in die Kinos kam. Da dieser Film einen anderen Fokus als Demoustiers Film hatte, entschloss sich Demoustier, sein Filmprojekt weiterzuverfolgen.
Der Film wurde von Januar bis März 2018 in La Bernerie-en-Retz und Nantes gedreht. Beim Justizgebäude im Film handelt es sich um das Justizgebäude in Nantes, das von Jean Nouvel entworfen wurde. Dreharbeiten in einem Haus in La Bernerie-en-Retz unweit des Rathauses der Stadt fanden an fünf Tagen Ende Januar 2018 statt. Die Kostüme schuf Anne-Sophie Gledhill, die Filmbauten stammen von Catherine Cosme.
La fille au bracelet erlebte am 8. August 2019 auf dem Locarno Film Festival seine Uraufführung. In Deutschland war der Film erstmals Ende Oktober 2019 auf den Internationalen Hofer Filmtagen zu sehen. Der Film lief am 12. Februar 2020 in den französischen Kinos an.

## Auszeichnungen
Auf dem Locarno Film Festival war La fille au bracelet 2019 für den Variety Piazza Grande Award nominiert. Bei der Verleihung der Prix Lumières 2021 erhielt der Film die Auszeichnung für das Beste Drehbuch sowie Nominierungen in den Kategorien Bester Film und Beste Nachwuchsdarstellerin. Der Film gewann 2021 auch den César für das Beste adaptierte Drehbuch, während Mélissa Guers eine Nominierung als Beste Nachwuchsdarstellerin erhielt.